# Casale Marittimo
Casale Marittimo ist eine Gemeinde der Provinz Pisa in der Region Toskana in Italien mit 1079 Einwohnern (Stand 31. Dezember 2023).

## Geografie

Lage von Casale Marittimo in der Provinz Pisa

Der Ort mit seinem sehr gut erhaltenen mittelalterlichen Stadtkern liegt auf einem Hügel im Hinterland von Cecina, etwa zwölf km von der tyrrhenischen Küste entfernt. Die Gemeinde erstreckt sich über ca. 14 km². Sie liegt ca. 70 km südwestlich von Florenz und 50 km südöstlich von Pisa. Die Gemeinde liegt in der klimatischen Einordnung italienischer Gemeinden in der Zone D, 1843 GR/G.
Die Gemeinde hat keine weiteren Ortsteile.
Die Nachbargemeinden sind Bibbona (LI), Cecina (LI) und Guardistallo.

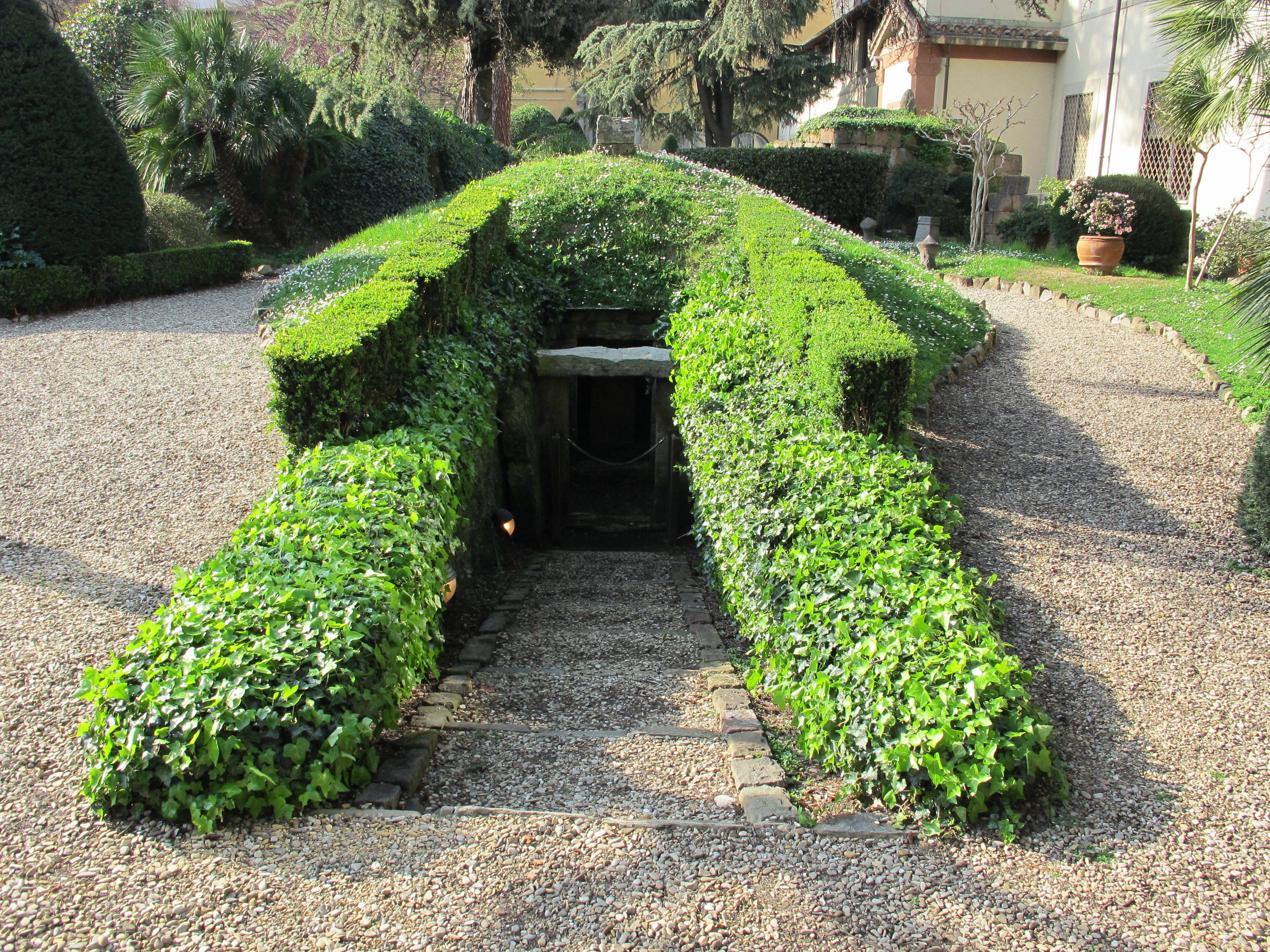
Tumulus von Casale Marittimo

## Geschichte
Casale Marittimo war schon in etruskischer Zeit besiedelt, wovon Ausgrabungen auf dem Gebiet der Gemeinde zeugen, darunter ein Grab in Form eines Tholos aus dem 5. Jahrhundert v. Chr. (heute im archäologischen Museum von Florenz). Es wurden auch Reste einiger römischer Villen gefunden. Der Ort wird im Mittelalter erstmals 1004 als Burg des Grafen della Gherardesca erwähnt; sie diente zum Schutz der Küste und des Tals der Cecina. Nach Pisaner Vorherrschaft gehörte der Ort ab 1406 zu Florenz.
Casale Marittimo lebte jahrhundertelang von der Landwirtschaft (Getreide, Olivenöl, Weinbau). Wie in vielen ländlichen Gebieten Italiens begann ab den 1950er Jahren die Bevölkerung aus wirtschaftlichen Gründen abzuwandern. Viele der verlassenen Gebäude der Kleinbauern wurden später zu Ferienhäusern umgebaut. Heute ist die Haupteinnahmequelle der Tourismus (Agrotourismus, italienische Sprachkurse, Seminare); auch der Weinanbau wurde wiederbelebt (Casale Marittimo gehört zur DOC Montescudaio).

## Kultur und Sehenswürdigkeiten

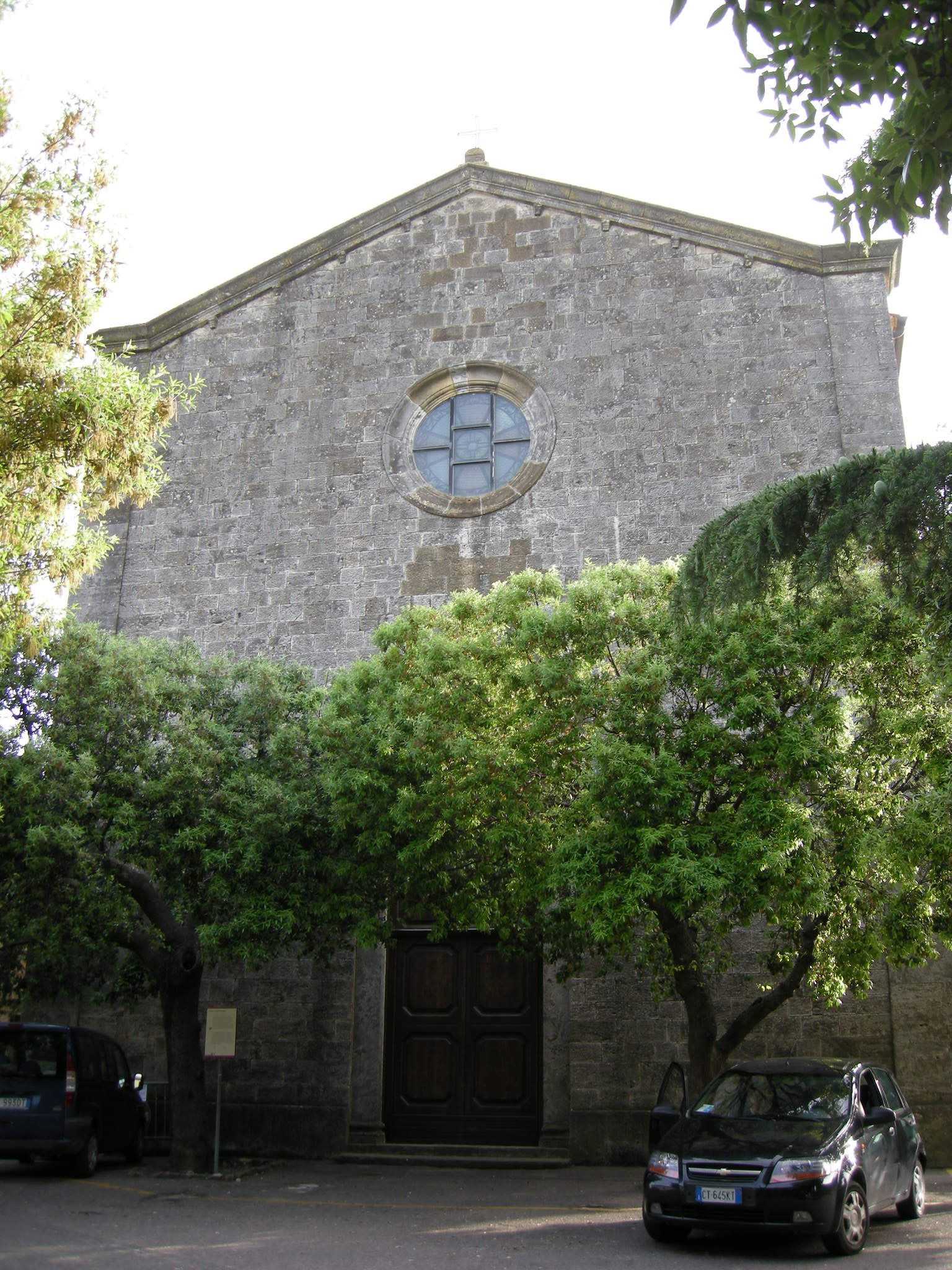
Pfarrkirche Sant’Andrea

- Von der mittelalterlichen Burganlage sind zwei Stadttore und weitere Mauerreste erhalten, die in die Stadtbebauung integriert wurden.
- Chiesa di Sant’Andrea – Pfarrkirche, die 1873 über der 1871 bei einem Erdbeben zerstörten älteren und aus dem Mittelalter stammenden Kirche errichtet wurde.

## Regelmäßige Veranstaltungen
Sagra delle Chiocciole, (Schneckenfest, letzter Julisonntag) – Volksfest mit traditionellen gastronomischen Spezialitäten aus Schnecken

## Söhne und Töchter der Gemeinde
- Giuseppe Papadopulo (* 1948), Fußballspieler und -trainer